# Бушуева, Матрёна Семёновна
Матрёна Семёновна Бушуева (2 июля 1934 — 7 ноября 2017) — рабочая химико-фармацевтического предприятия Министерства медицинской и микробиологической промышленности СССР, Ленинград, полный кавалер ордена Трудовой Славы (1986).

## Биография
Родилась в деревне Гаврильцево, Пустошкинского района, ныне Псковской области в крестьянской семье. Во время Великой Отечественной войны прибывала на оккупированной территории. Отец погиб на фронте. В 1945 году пошла учиться в первый класс, в дни летних каникул помогала работала в колхозе.
В 1954 году уехала в Ленинград на постоянное место жительство вместе с супругом. С 1954 по 1958 годы работала на заводе имени Коминтерна.  В 1958 году перешла на новую работу в лабораторию химико-фармацевтического предприятия, работала во вредном цехе. Обучалась в школе фабрично-заводского ученичества.
Зарекомендовала себя ответственным работником. Предложила взять социалистические обязательства по производству и выпуску медикаментов. Сама участвовала в реализации планов 10-й и 11-й пятилетки.
Указом Президиума Верховного Совета СССР от 22 апреля 1975 года была награждена орденом Трудовой Славы III степени.
Указом Президиума Верховного Совета СССР от 31 марта 1981 года была награждена орденом Трудовой Славы II степени.
Указом Президиума Верховного Совета СССР от 3 июня 1986 года за успехи, достигнутые при выполнении плана и социалистических обязательств одиннадцатой пятилетки, была награждена орденом Трудовой Славы I степени. Стала полным кавалером Ордена Трудовой Славы.
С 1998 года на пенсии.
Проживала в городе Санкт-Петербург. Скончалась 7 ноября 2017 года.

## Награды и звания
- Орден Трудовой Славы I степени (03.06.1986);
- Орден Трудовой Славы II степени (31.03.1981);
- Орден Трудовой Славы III степени (22.04.1975).